# Leiguan
Leiguan (kinesiska: 雷官) är en köping i östra Kina. Den ligger i Lai'an härad i staden Chuzhou i provinsen Anhui, omkring 140 kilometer nordost om provinshuvudstaden Hefei. Antalet invånare är 22 921. Befolkningen består av 11 324 kvinnor och 11 597 män. Barn under 15 år utgör 14,0 %, vuxna 15-64 år 72 %, och äldre över 65 år 12,0 %.